# Episodi di MPU - Missing Persons Unit (terza stagione)
La terza stagione di MPU - Missing Persons Unit è stata trasmessa in Belgio dal 3 novembre 2011 al 5 gennaio 2012.
In Italia è trasmessa dal 30 dicembre 2015 sul canale Giallo.
| N. | Titolo originale | Titolo Italiano | Prima TV Belgio  | Prima TV Italia  |
| -- | ---------------- | --------------- | ---------------- | ---------------- |
| 1  | Bart             | Bart            | 3 novembre 2011  | 30 dicembre 2015 |
| 2  | Amber            | Amber           | 10 novembre 2011 | 30 dicembre 2015 |
| 3  | Dave             | Dave            | 17 novembre 2011 | 6 gennaio 2016   |
| 4  | Lisa             | Lisa            | 24 novembre 2011 | 6 gennaio 2016   |
| 5  | Dina             | Dina            | 1 dicembre 2011  | 13 gennaio 2016  |
| 6  | John             | John            | 8 dicembre 2011  | 13 gennaio 2016  |
| 7  | Dooms            | Dooms           | 15 dicembre 2011 | 20 gennaio 2016  |
| 8  | Sabine           | Sabine          | 22 dicembre 2011 | 20 gennaio 2016  |
| 9  | Angela           | Angela          | 29 dicembre 2011 | 27 gennaio 2016  |
| 10 | Kenny            | Kenny           | 5 gennaio 2012   | 27 gennaio 2016  |